# Giovanni Tuccari

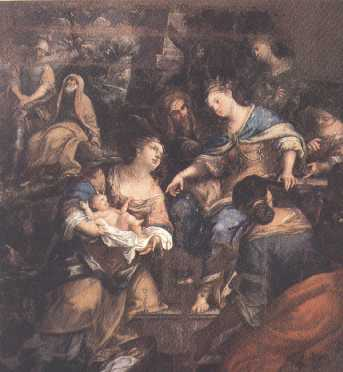
Mosè salvato dalle acque, olio su tela nella chiesa di Santa Maria delle Grazie di Messina.

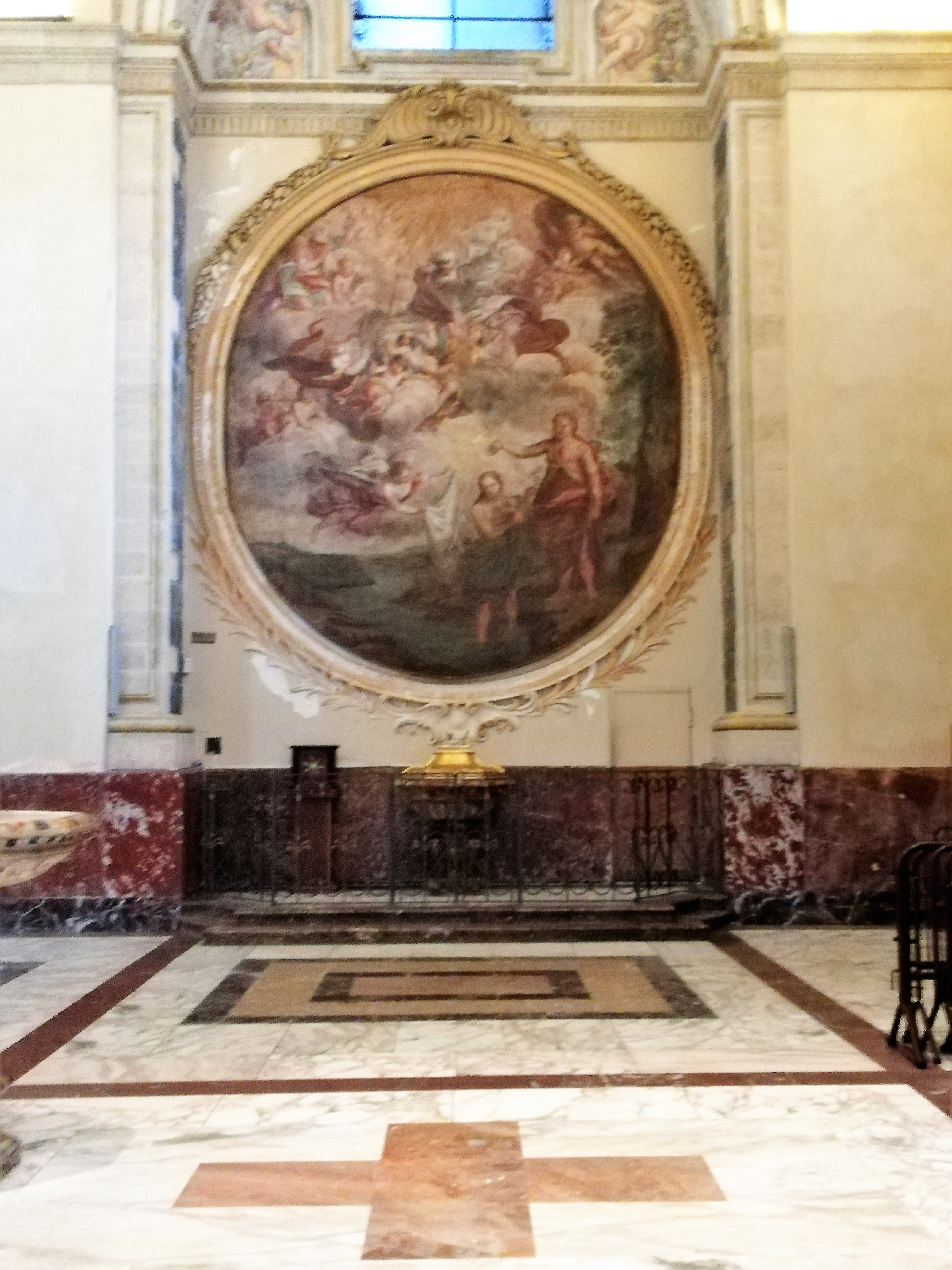
San Giovanni Battista e il Battesimo di Gesù nel fiume Giordano, basilica cattedrale di Sant'Agata di Catania.

Giovanni Tuccari (Messina, 1667 – Messina, 1743) è stato un pittore italiano di scuola barocca soprannominato il fulmine della pittura.

## Biografia
Ha realizzato gli affreschi per la chiesa di San Benedetto a Catania (1726), il santuario di Sant'Antonio a Castiglione di Sicilia, Pinacoteca Zelantea ad Acireale e due tele conservate nella chiesa di San Cono a Naso.
Morì vittima dell'epidemia di peste che sconvolse Messina nel 1743.

## Famiglia Tuccari
Antonio Tuccari (1620 - 1660), pittore. Discendente di famiglia d'origine bavarese con il cognome Tucker, e contatti con la scuola del pittore, incisore, matematico e trattatista tedesco Albrecht Dürer originario di Norimberga. Artista affermato in Messina poiché discepolo del messinese Antonino Alberti, detto il Barbalonga. La scuola di questi pittori messinesi è riconducibile per stile e agli insegnamenti di Giovanni Simone Comandè e del Domenichino. 
Giuseppe Tuccari (1650 - 1720), pittore.
Giovanni Tuccari Junior, pittore. Nel 1711 si trasferì a Castiglione di Sicilia. Nella cittadina la famiglia edificò il palazzo conosciuto come Palazzo Imbesi già Tuccari.
Vincenzo Tuccari (Messina, 1657 - Messina, febbraio, 1734), pittore documentato a Castiglione di Sicilia.
Giovanni Tuccari, pittore.

## Opere

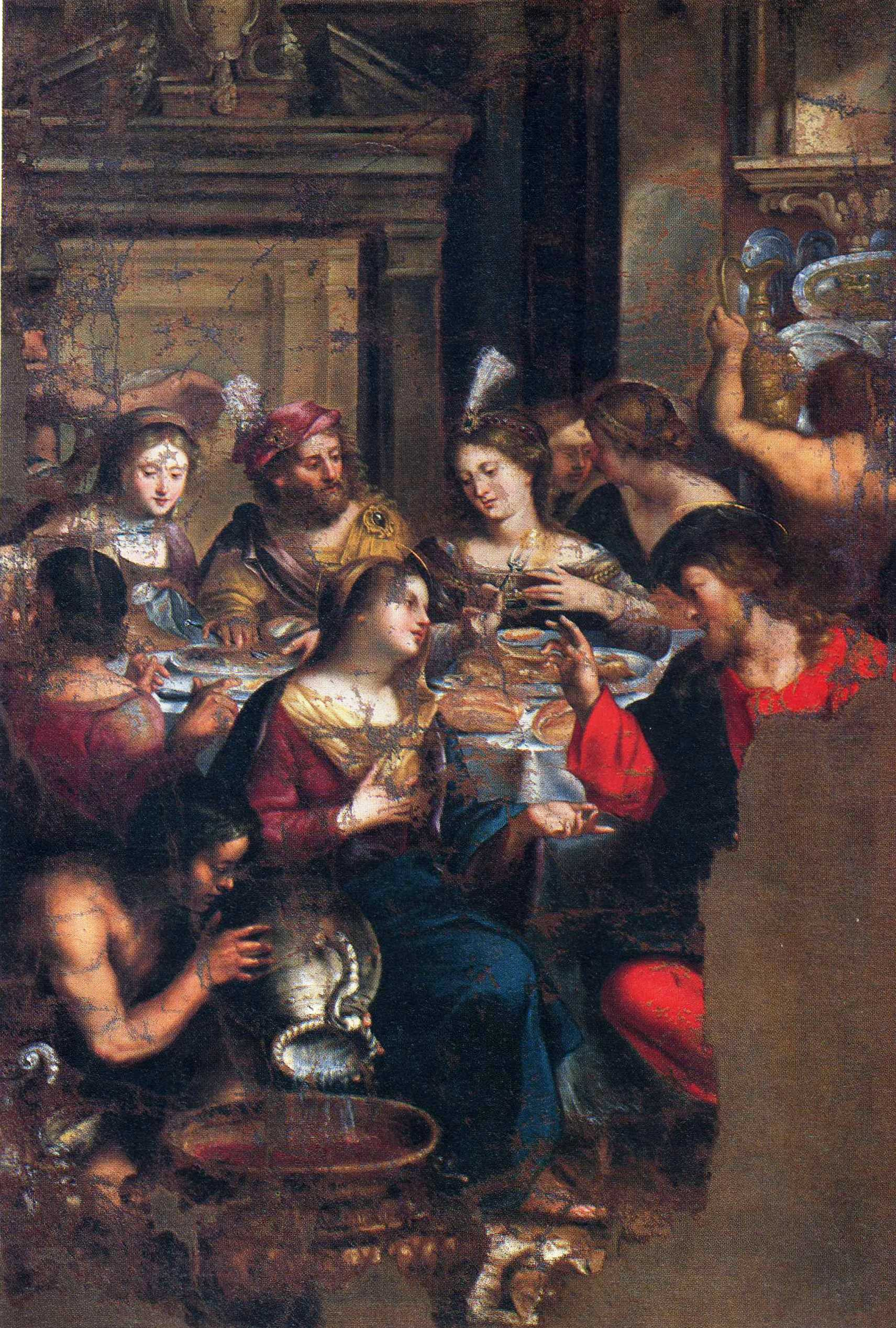
Nozze di Cana, Museo regionale di Messina.

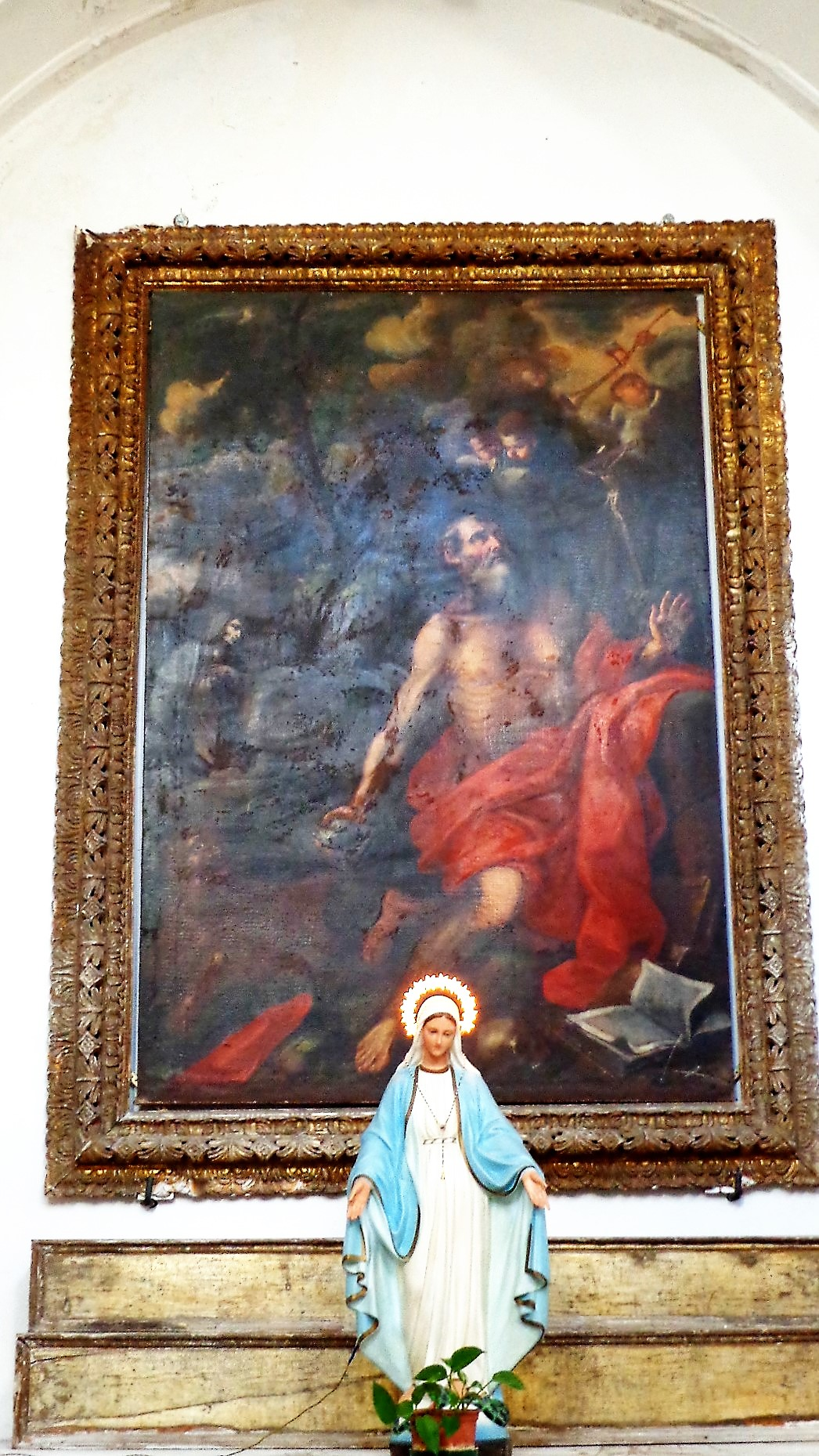
San Girolamo penitente, chiesa di Nostra Signora del Rosario di Milazzo.

### Catania e provincia
Catania 
- 1741, Madonna delle Grazie e Santi, olio su tela raffigurante la Vergine con San Gaetano e San Filippo Neri commissionato da Pietro Galletti, opera custodita nella basilica cattedrale di Sant'Agata.[1]
- 1741 - 1743, San Giovanni Battista e il Battesimo di Gesù nel fiume Giordano, affresco, opera presente presso il fonte battesimale della basilica cattedrale di Sant'Agata.[1]
- 1726 - 1729, Ciclo, affreschi raffiguranti l'Incoronazione della Vergine dipinta nella calotta absidale e le scene della Vita di San Benedetto riprodotte nella volta a botte, opere presenti nella chiesa di San Benedetto.[1]
- 1741 - 1743, Madonna fra Santi, olio su tela raffigurante la Vergine ritratta tra San Stanislao Kostka e San Luigi Gonzaga, opera custodita nella chiesa di San Francesco Borgia.[1]

 Castiglione di Sicilia 
- XVIII secolo, Tentazioni di Sant'Antonio Abate, Sant'Antonio Abate visita San Paolo eremita, Sant'Antonio Abate assiste al trapasso di San Paolo eremita, Morte di Sant'Antonio Abate, olio su tela, opere custodite nella chiesa di Sant'Antonio Abate.

### Messina e provincia
Lipari 
- 1741, Adorazione di San Pasquale Baylon raffigurato con Sant'Orsola e altre tre figure,[2] opera documentata nella chiesa di Sant'Antonio di Padova del convento dell'Ordine dei frati minori osservanti di Lipari.[3]
- 1741c., Gesù Cristo e Santa Teresa, opera recante l'iscrizione "AUT PATI, AUT MORI" documentata nella chiesa di Sant'Antonio di Padova del convento dell'Ordine dei frati minori osservanti di Lipari.[3]

 Messina 
- XVIII secolo, Ciclo, affreschi, opere documentate nella chiesa di Santa Lucia.[4]
- XVIII secolo, Ciclo, affreschi, opere documentate nella chiesa di Santa Maria di Basicò.[5]
- 1723, Ciclo, affreschi, opere documentate nella chiesa di Santa Caterina dei Bottegai.[6]
- XVIII secolo, Ciclo, affreschi della tribuna e quadroni raffiguranti Annunziata, Visitazione, Presentazione, Disputa di Gesù coi Dottori, opere documentate nella chiesa di San Domenico.[6]
- XVIII secolo, Ciclo, affreschi, opere documentate nella chiesa di Santa Maria di Basicò.[6]
- XVIII secolo, Ciclo, affreschi, opere documentate nella chiesa di San Francesco d'Assisi all'Immacolata.[7]
- XVIII secolo, Ciclo di Santi Messinesi, affreschi, opere documentate nella chiesa della Madonna della Luce.[7]
- XVIII secolo, Ciclo, dipinti olio su tela, opere documentate nella chiesa della Madonna della Luce.[1]
- XVIII secolo, Ciclo, affreschi, opere documentate nel parlatorio e nella chiesa di San Michele.[7]
- XVIII secolo, Ciclo, affreschi, opere documentate nella chiesa di Santa Lucia all'Ospedale.[7]
- XVIII secolo, Ciclo, affreschi, opere documentate nel coro della chiesa dello Spirito Santo.[7]
- XVIII secolo, Ciclo, affreschi raffiguranti l'Assunzione nella volta e dieci quadroni con episodi del Nuovo Testamento, opere documentate nella chiesa del Carmine.[7]
- XVIII secolo, Battesimo nel Giordano e Sacra Famiglia, olio su tela, opere documentate nella chiesa del Carmine.[1]
- XVIII secolo, Ciclo, affreschi in quadroni, opere documentate nella chiesa di Santa Maria di Portosalvo.[7]
- 1739, Ciclo, affreschi, opere documentate nella chiesa di San Basilio.[7]
- XVIII secolo, Ciclo, affreschi, opere documentate nei corridoi del convento di San Domenico.[7]
- XVIII secolo, Ciclo, affreschi, opere documentate nella chiesa di San Cosimo fuori Messina.[7]
- XVIII secolo, Ciclo, affreschi, opere documentate nella chiesa di Santa Maria di Montesanto.[7]
- XVIII secolo, Ciclo, affreschi, opere documentate nella chiesa di San Nicolò di Gazzi.[7]
- XVIII secolo, Ciclo, affreschi, opere documentate nella chiesa di San Pietro dei Pisani assegnata ai Crociferi.[7]
- XVIII secolo, Santa Caterina dei Bottegai, Transito di San Giuseppe, Nascita di Gesù Cristo, Pie Donne, Concezione, Sposalizio di Santa Caterina, olio su tela, opere documentate nella chiesa di Santa Caterina dei Bottegai.[7]
- XVIII secolo, Ciclo, olio su tela, dipinti raffiguranti episodi del Nuovo Testamento, opere documentate nel presepe della chiesa di San Gioacchino.[7]
- XVIII secolo, Santi Pastori, olio su tela, opera documentata nel presepe della chiesa di San Gioacchino.[7]
- XVIII secolo, Dipinti, olio su tela, opere documentate nella Congregazione della Natività della chiesa della Santissima Annunziata.[1]
- XVIII secolo, Sisara, Giudizio di Salomone, Lot, Noè ebbro, Giacobbe, Abigaille, Santa Caterina, olio su tela, opere documentate nella sacrestia e chiesa della Santissima Annunziata.[1]
- XVIII secolo, Visitazione e Annunziata, olio su tela, opere documentate nella chiesa di Gesù e Maria di San Giovanni dell'Ospizio Cappellini.[1]
- 1738, San Francesco di Sales, olio su tela, opera documentata nella chiesa di San Filippo Neri.[1]
- XVIII secolo, Ciclo, dipinti olio su tela, opere documentate nella chiesa degli Angeli Custodi.[1]

 Milazzo 
- 1694, San Girolamo penitente, dipinto su tela, opera custodita nella chiesa di Nostra Signora del Santo Rosario.

### Siracusa e provincia
Melilli 
- 1740, Strage degli Innocenti, olio su tela, opera documentata nel duomo di San Nicolò.

### Estero
Norimberga 
Valentissimo nella pittura delle battaglie, scontri e conflitti bellici, alcune opere sono documentate fino alla seconda guerra mondiale nella città bavarese.